# Choephora fungorum
Choephora fungorum är en fjärilsart som beskrevs av Augustus Radcliffe Grote 1868. Choephora fungorum ingår i släktet Choephora och familjen nattflyn. Inga underarter finns listade i Catalogue of Life.

## Bildgalleri

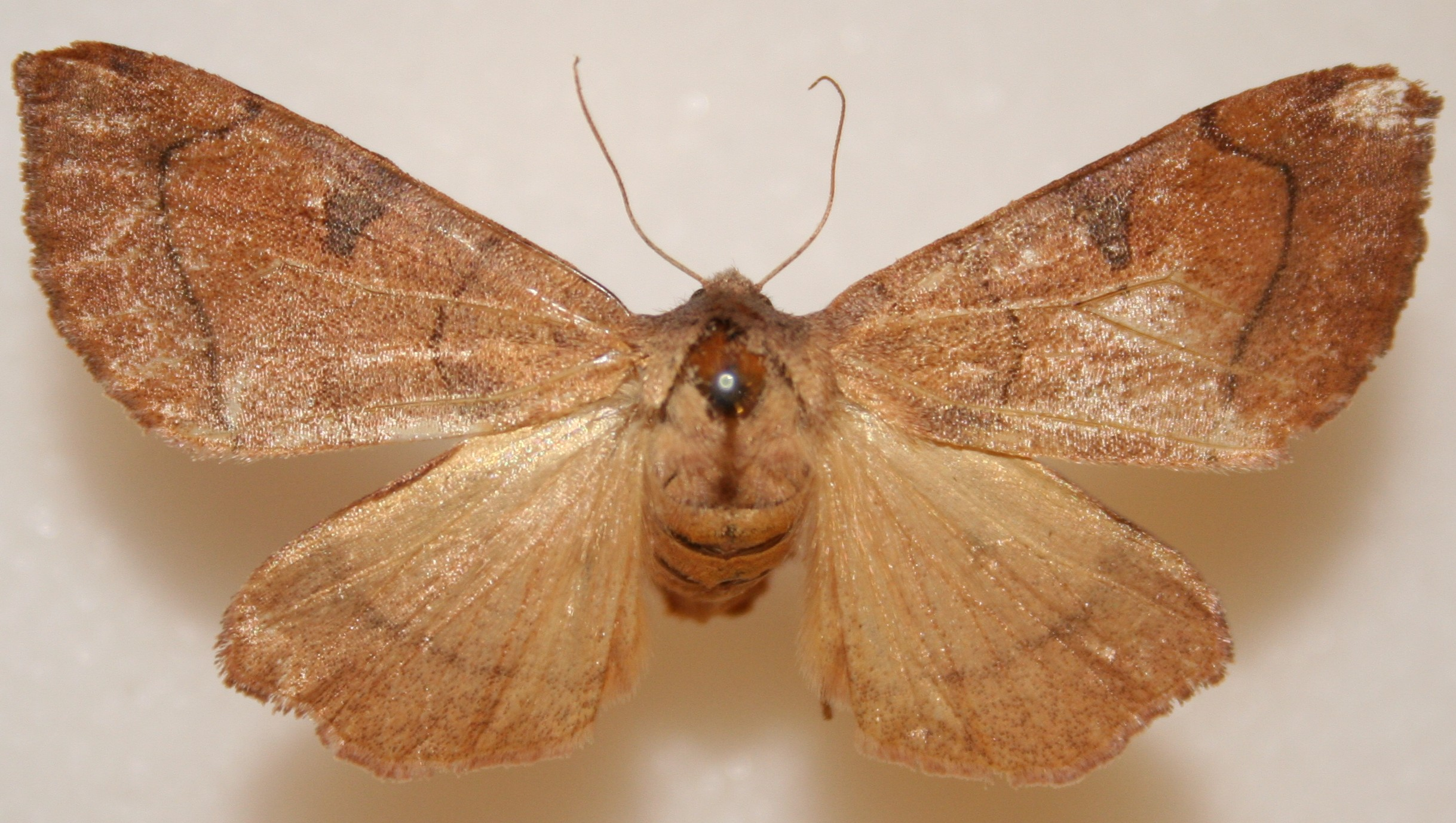
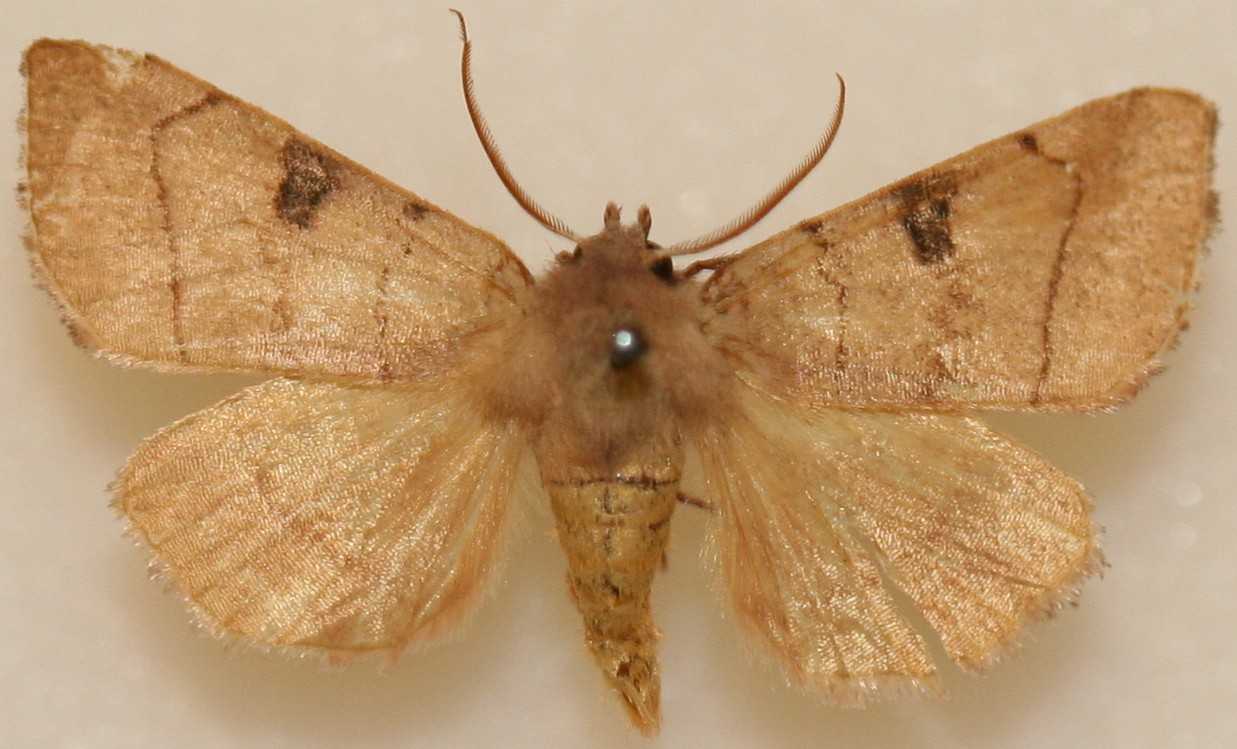
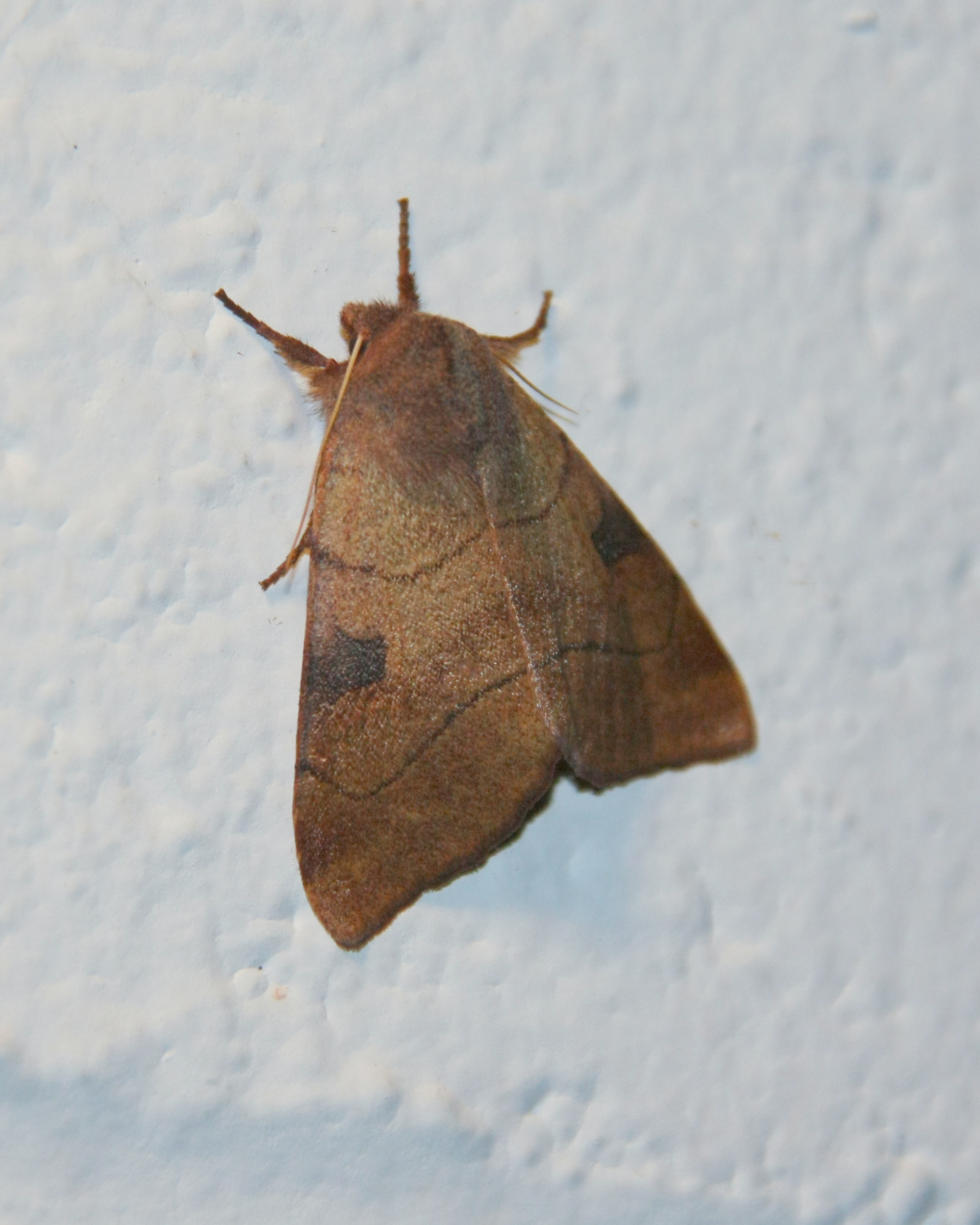